# Gimmlitztal (Naturschutzgebiet)
Das Naturschutzgebiet Gimmlitztal liegt in den Landkreisen Mittelsachsen und Sächsische Schweiz-Osterzgebirge in Sachsen. Es erstreckt sich westlich, südwestlich, südlich und südöstlich von Frauenstein entlang der Gimmlitz. Am nordwestlichen Rand des Gebietes verläuft die S 208 und liegt die Talsperre Lichtenberg, die B 171 durchschneidet das Gebiet. Östlich verläuft die S 184 und südlich die Staatsgrenze zu Tschechien.

## Geschichte
⊙
Mit den Gimmlitzwiesen wurde ein ca. 1,58 ha großes Gebiet innerhalb des Gimmlitztals südwestlich von Hermsdorf/Erzgeb. bereits 1974 unter Naturschutz gestellt.

## Bedeutung
Das 257,8 ha große Gebiet mit der NSG-Nr. C 102 wurde im Jahr 2015 unter Naturschutz gestellt.